# Tarmo
Tarmo  è un nome proprio di persona finlandese maschile.

## Origine e diffusione
Significa "energia" in finlandese. È quindi affine, per semantica, al nome gaelico Angus.

## Onomastico
Non esistono santi che portano questo nome, quindi è adespota. L'onomastico può essere festeggiato in occasione di Ognissanti, il 1º novembre. In Finlandia ed Estonia un onomastico laico è fissato al 6 marzo.

## Persone
- Tarmo Kikerpill, cestista estone
- Tarmo Kink, calciatore estone

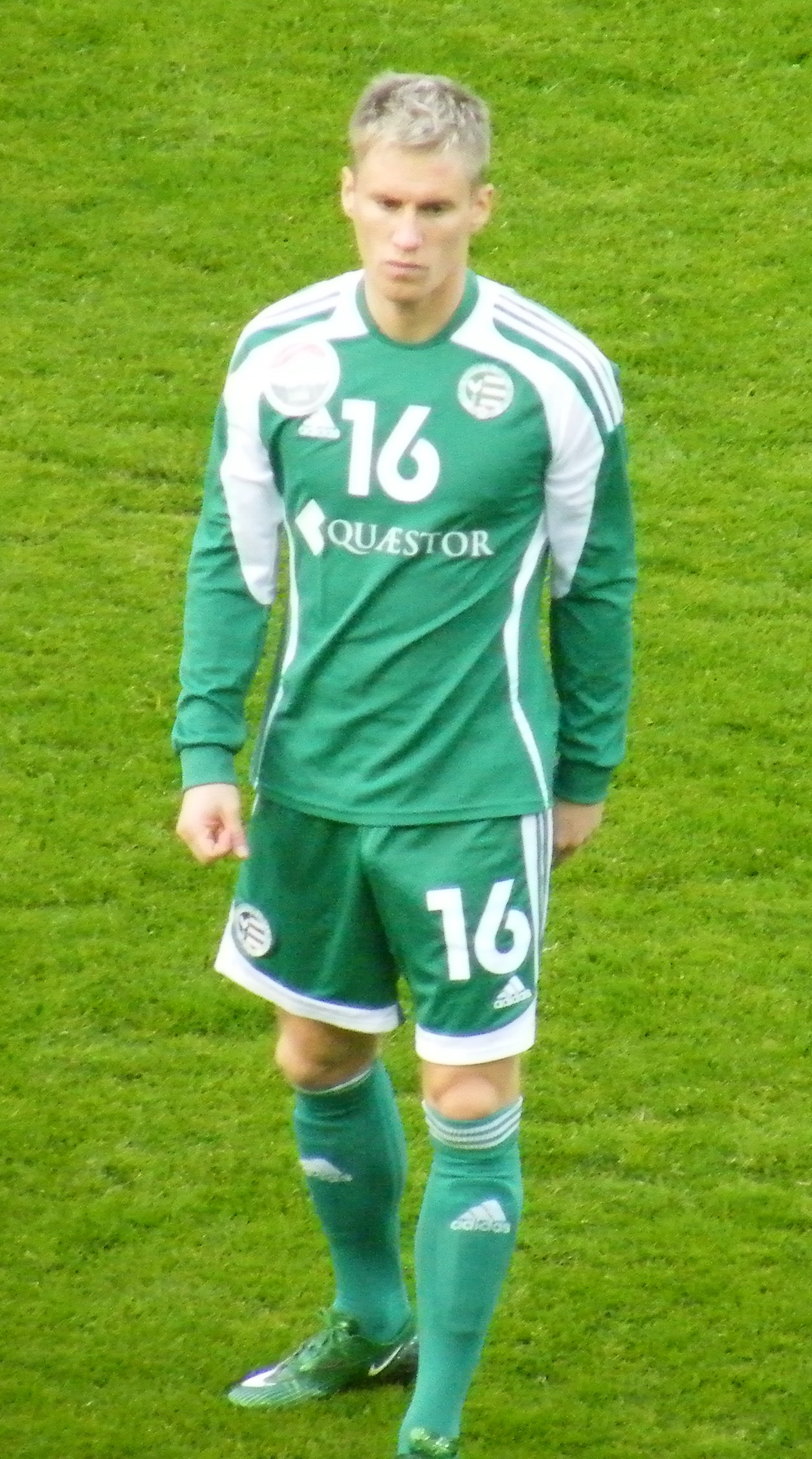
Tarmo Kink

- Tarmo Kunnas, storico e docente finlandese
- Tarmo Neemelo, calciatore estone
- Tarmo Oja, astronomo svedese